# Chirnogeni
Chirnogeni là một xã ở hạt Constanţa, România.
Xã này có 2 làng:
- Chirnogeni (tên lịch sử: Ghiuvenlia, tiếng Thổ Nhĩ Kỳ: Güvenli)
- Credinţa (tên lịch sử: Sofular)
- Plopeni (tên lịch sử: Cavaclar)